# Campionato italiano di ciclismo su strada 1938
Il Campionato italiano di ciclismo su strada 1938, ventinovesima edizione della competizione, si svolse come corsa in linea il 21 agosto 1938 su un percorso di 270 km con partenza e arrivo a Treviso. Fu vinto da Olimpio Bizzi, che completò il percorso in 8h19'00" precedendo in volata Gino Bartali e Glauco Servadei. Conclusero la prova 18 dei 42 ciclisti al via.

## Percorso
La corsa, la cui organizzazione, in occasione del ventennale della Vittoria, fu affidata dalla Federazione Ciclistica Italiana all'Unione Ciclisti Trevigiani, si svolse nei territori teatro delle battaglie della Grande Guerra. Partita da Viale Monte Grappa a Treviso, la corsa attraversò nell'ordine Castelfranco Veneto (km 27), Riese, Asolo, Castelcucco, Cavaso del Tomba, Pederobba (km 58), Cornuda, Biadene (km 70), Postioma, di nuovo Treviso (km 89), Spresiano, Conegliano, Vittorio Veneto (km 128), Fadalto (477 m s.l.m.), Ponte nelle Alpi, Belluno (km 165), Trichiana, il Passo San Boldo (760 m s.l.m.), Tovena, Follina (km 198), Combai (km 203), Valdobbiadene, Fener, di nuovo Pederobba (km 216), Cavaso del Tomba, Castelcucco, Asolo (km 237), Montebelluna (km 253) e Trevignano. La corsa si concluse nuovamente in Viale Monte Grappa a Treviso.

## Ordine d'arrivo
| Pos. | Corridore          | Squadra | Tempo    |
| ---- | ------------------ | ------- | -------- |
| 1    | Olimpio Bizzi      | Frejus  | 8h19'00" |
| 2    | Gino Bartali       | Legnano | s.t.     |
| 3    | Glauco Servadei    | Ganna   | s.t.     |
| 4    | Adriano Vignoli    | Bianchi | s.t.     |
| 5    | Attilio Masarati   | Lygie   | s.t.     |
| 6    | Mario Vicini       | Lygie   | s.t.     |
| 7    | Cesare Del Cancia  | Ganna   | s.t.     |
| 8    | Aldo Bini          | Bianchi | a 2'05"  |
| 9    | Giordano Cottur    | Lygie   | s.t.     |
| 10   | Giuseppe Olmo      | Bianchi | s.t.     |
| 11   | Giovanni Gotti     | Dei     | s.t.     |
| 12   | Osvaldo Bailo      | Bianchi | s.t.     |
| 13   | Aimone Landi       | Lygie   | s.t.     |
| 14   | Severino Canavesi  | -       | s.t.     |
| 15   | Giovanni Cazzulani | Legnano | a 4'00"  |
| 16   | Enrico Mollo       | Frejus  | s.t.     |
| 17   | Learco Guerra      | Legnano | a 5'02"  |
| 18   | Adolfo Leoni       | Bianchi | s.t.     |